# Roberto Fernández (Fußballspieler, 2000)
Roberto Fernández Urbieta (* 7. Juni 2000 in Concepción) ist ein paraguayischer Fußballspieler.

## Karriere

### Verein
Fernández begann seine Karriere beim Club Guaraní. Zur Saison 2019 rückte er in den Profikader von Guaraní. Im März 2019 gab er dann sein Debüt in der Primera División. In der Saison 2019 kam er zu elf Einsätzen. In der Saison 2020 spielte er zehnmal. In der Saison 2021 absolvierte der Verteidiger 30 Partien in der höchsten paraguayischen Spielklasse. Nach weiteren 19 Einsätzen zu Beginn der Saison 2022 wechselte Fernández im Juli 2022 nach Russland zum FK Dynamo Moskau. Im selben Monat debütierte er für den Hauptstadtklub in der Premjer-Liga.

### Nationalmannschaft
Fernández nahm 2017 mit der paraguayischen U-17-Auswahl an der Südamerikameisterschaft teil. Während des Turniers kam er in allen neun Partien zum Einsatz, mit Paraguay beendete er das Turnier als Dritter und qualifizierte sich somit für die WM im Oktober desselben Jahres. Für diese wurde er ebenfalls nominiert, bei der WM erreichte das Land das Achtelfinale, Fernández spielte in drei von vier Partien.
Mit dem U-20-Team nahm er 2019 auch an der Südamerikameisterschaft teil. Mit Paraguay, das er in allen vier Partien als Kapitän anführte, scheiterte er aber in der Vorrunde. Im September 2022 stand er erstmals im Kader der A-Nationalmannschaft, ohne aber zum Einsatz zu kommen.